# 巴西歷史
巴西自8000年前即有人類在此繁衍生息。但有文字記載的歷史，則是自1500年4月22日葡萄牙航海家佩德羅·卡布拉爾發現巴西後才開始的。巴西被葡萄牙發現後，淪為葡萄牙的殖民地。1822年9月7日，巴西獨立，成立巴西帝國。1889年，巴西爆發軍事政變，巴西帝國被推翻，巴西由君主立憲政體轉為共和政體至今。

## 史前巴西
在葡萄牙探险者抵达巴西之前，数百个不同的Jiquabu部落在这一区域居住。“在米纳斯吉拉斯州山地的人类最早可以追溯至10000年前”。最早在西半球发现的陶器用碳同位素测试可以追至8000年前。印第安人中又分成許多種族，使用的語言多達一千多種，並且各自有著不同的風俗習慣。他們大多住在小部落中，可分成兩種部族：一種是住在亞馬遜的熱帶森林部族，一種是住在大草原地區的部族。不過他們最後並沒有發展成統一的國家。

## 殖民地时代（1500年-1822年）

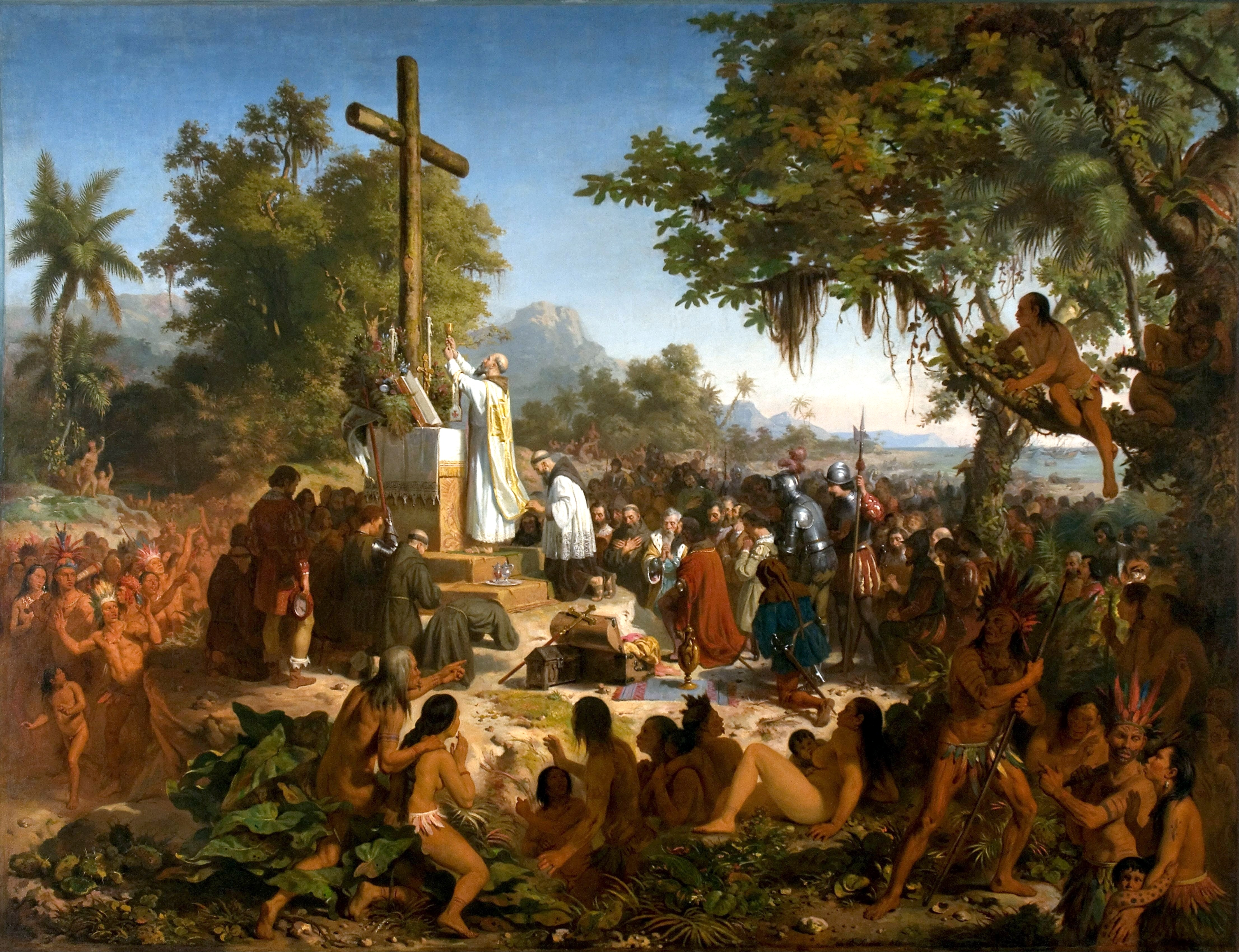
巴西的第一次弥撒（1500年）

1500年4月22日，葡萄牙航海家佩德羅·卡布拉爾到達巴西。隨後的三百年裡，葡萄牙人逐漸在此定居，一開始從事巴西紅木的採伐，後來逐漸擴展到淘金、甘蔗種植，逐步成為葡萄牙殖民地。
法国殖民者试图在巴西建立据点。其中于1555年至1567年在今里约热内卢，于1612年至1614年在今圣路易斯。耶稣会在早先时期来到这里并且建立聖保羅。他们进行传教活动。
之後葡萄牙一度被西班牙合併後，荷蘭人一度占領巴西為己有（1624-1654年），但因為優秀的荷蘭總督約翰·毛里茨於1644年去職，葡萄牙就在1654年首次英荷戰爭後，重新奪取巴西。1693年巴西發現大金礦，成為世界黃金的主要出產地，因此讓葡萄牙國王極度富裕，建立王權強大的絕對君主制。
1808年，拿破仑一世的法兰西第一帝国入侵西班牙和葡萄牙，半岛战争開打，很快兩國的首都马德里、里斯本被法軍攻陷，葡萄牙王室貴族和政府遷往巴西，1821年重返葡萄牙。這期間，巴西開始對英国開放貿易港口。1815年葡萄牙－巴西－阿尔加维联合王国成立，巴西王国与葡萄牙王國结为共主邦联。1822年巴西帝國成立，巴西独立。

## 巴西帝國（1822年-1889年）

佩德罗一世宣告巴西独立（1822年9月17日）

1815年，国王授予巴西与葡萄牙和阿爾加維一样在联合国王中具有同等地位。1821年，当国王若昂六世从巴西返回葡萄牙后，他的大儿子佩德罗在巴西担任摄政。一年之后，佩德罗宣布巴西脱离葡萄牙并且发起独立战争。他在巴西建立一个君主立宪国家并且自己成为巴西皇帝佩德罗一世。
1831年，由于政治方面不统一，佩德罗一世退位。他离开巴西前往葡萄牙，留下自己五岁的儿子佩德罗二世。巴西在1831年至1840年间由摄政所统治。在这一时期之后，佩德罗二世宣布成年并且拥有全部权力。他对于议会进行或多或少的支配。这个一直持续到1889年，佩德罗二世被一场政变所推翻。

## 舊共和國（1889年-1930年）
1889年，佩德罗二世被废黜，由德奥多罗·达·丰塞卡建立的第一共和国。国家的名称变为巴西合众国（Republic of the United States of Brazil）。
在1889年至1930年间，尽管巴西是一个正式的宪法民主国家，由1891年颁布的第一共和国宪法仍然将妇女和文盲排除在具有投票权之外。
由於農場地主和共和政府不滿於王室廢除奴隸的宣言，竟將王室驅逐出境。新政府打著「秩序和進步」的口號，並以總統制為基礎來加強巴西的近代化，除了生產全世界四分之三產量的咖啡之外，在經濟上也締造佳績。

## 民粹主義與發展（1930年-1964年）

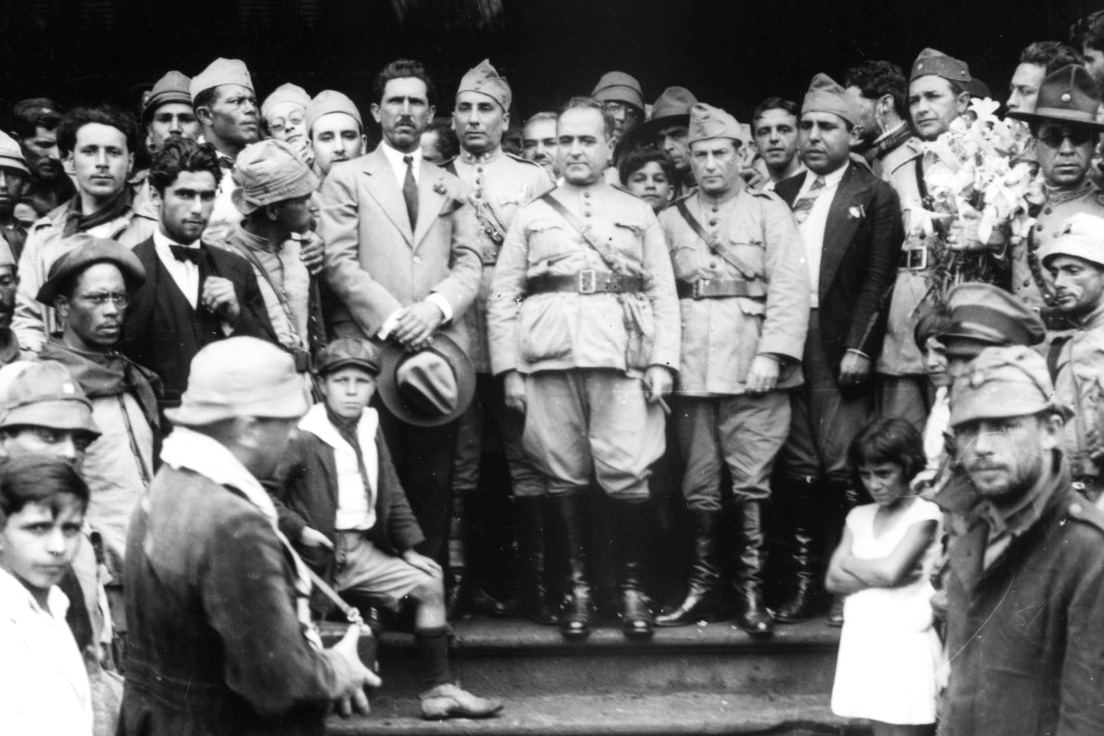
热图利奥·瓦加斯（中央未带军帽的军官）于1930年夺取政权

在1930年代的世界經濟大恐慌下，「咖啡經濟」受到沉痛的打擊，隨之而來的政變、獨裁統治和君主立憲等體制使得政治陷入一片混亂之中。

## 軍事獨裁（1964年-1985年）
進入20世纪60年代後，政治混亂經濟危機仍接踵而至，早對政府心存怨恨的軍隊揭竿起義，發動政變並掌握政權。軍事政權在更改憲法和查禁政黨的同時，也限制言論自由，並且行使不法的選舉。在軍事政權的嚴格控管下，巴西經濟雖然持續成長，但造成資金外流及貧富差距日漸加大等問題。

## 民主主義（1985年起）

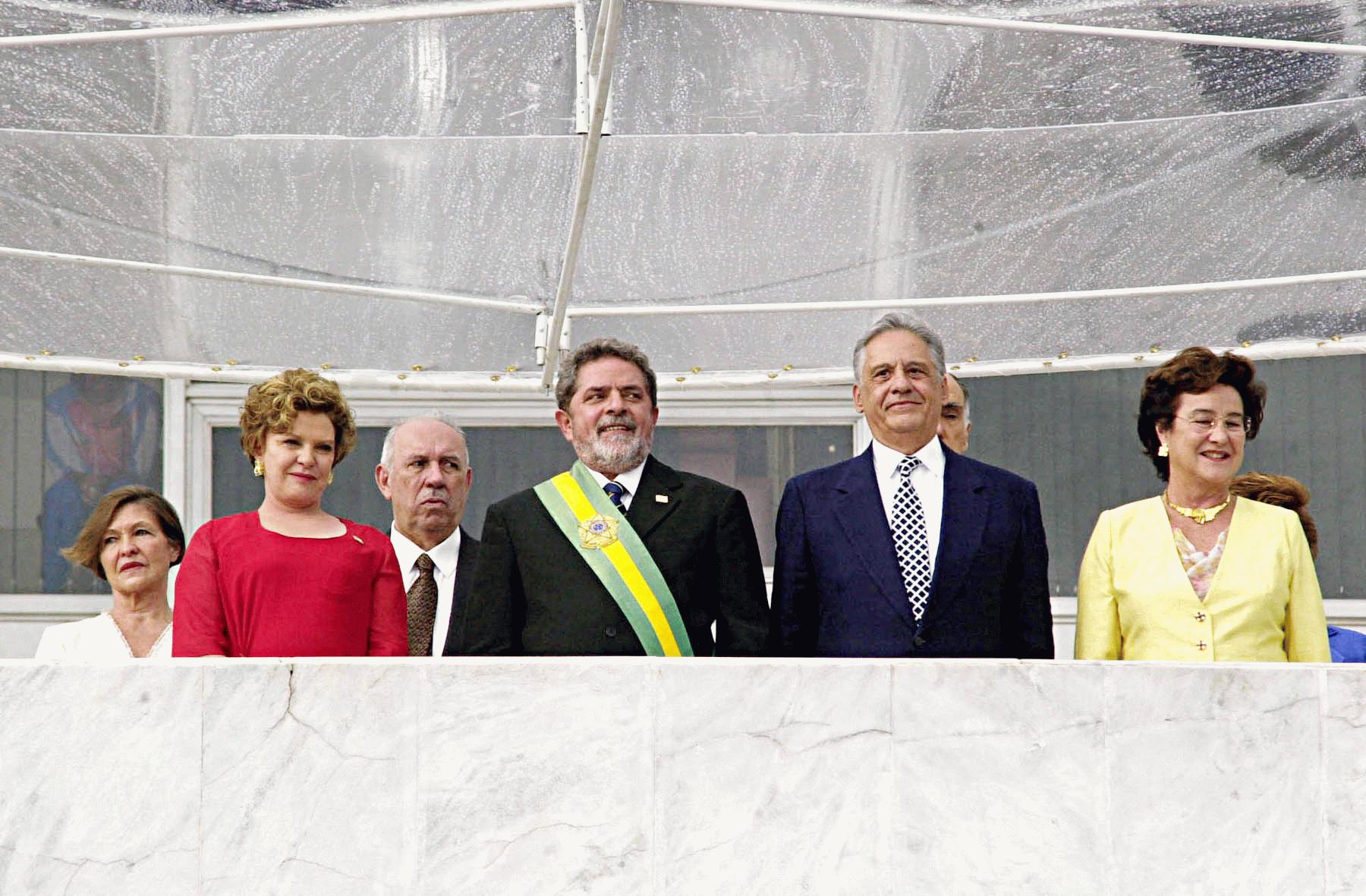
费尔南多·恩里克·卡多佐向路易斯·伊纳西奥·卢拉·达席尔瓦移交权力标志着巴西取得长期的政治稳定。

1980年代之後，國民逐漸認知權利的重要性而要求政府民主化。社會發起訴求民主化的運動，並主張直選總統，1988年新憲法確定後，隔年便直選出巴西總統。長期的軍事政權時代遺留下來的問題仍有待解決，巴西政府努力朝向自由、民主的目標邁進。
2002年，勞工黨路易斯·伊纳西奥·卢拉·达席尔瓦当选巴西总统。在2010年选举中，迪爾瑪·羅塞夫当选巴西总统，成为巴西首个女总统。2013和2014年，巴西爆发全国范围的抗议行动。这主要针对公共交通资费问题和政府在2014年世界盃足球賽的花费。最终罗塞夫在2016年8月被巴西参议院投票弹劾，成为巴西自1992年以来第二位被弹劾下台的总统。
2016年8月，巴西举办里约热内卢夏季奥运会。
2018年1月，有“巴西特朗普”之称的右翼人士雅伊尔·博索纳罗当选总统。
2022月10日，前总统路易斯·伊纳西奥·卢拉·达席尔瓦在大选第二轮投票中击败博索纳罗，当选巴西新一任总统。对选举结果表示不满的博索纳罗支持者于次年1月8日冲击位于巴西利亚三权广场的最高法院、国会和普拉納托宮，向当局表达不满。